# Wassersteinberg
Der Wassersteinberg ist ein Berg im Pfälzerwald.

## Geographie

### Lage
Der Berg liegt im Süden der Gemarkung der Ortsgemeinde Esthal. Er umfasst mehrere Gipfel, wobei derjenige im Südosten mit 392,7 Metern der höchste ist. Östlich erstreckt sich der Ortsteil Erfenstein und südlich der Ortsteil Breitenstein. Entlang seines Nordosthanges verläuft der Schankenbach, entlang seines Südwesthanges der Breitenbach und entlang seines Südosthanges durch das Elmsteiner Tal der Speyerbach.
Benachbarte Berge sind der  Mittlere Gleisberg (471,2 m) im Norden, der Esthalsohler Berg im Nordosten, der Schloßberg im Südosten, der Hohe Kopf im Süden und im Westen die Ehscheid sowie die Kleine Ehscheid (372 m).

### Naturräumliche Zuordnung
1. Großregion 1. Ordnung: Schichtstufenland beiderseits des Oberrheingrabens
2. Großregion 2. Ordnung: Pfälzisch-saarländisches Schichtstufenland
3. Großregion 3. Ordnung: Pfälzerwald
4. Region 4. Ordnung (Haupteinheit): Mittlerer Pfälzerwald
5. Region 5. Ordnung: Tal-Pfälzer-Wald

## Bauwerke
Am östlichen Sporn seines Südostgipfels befindet sich die Burg Erfenstein.

## Natur
Mit den namensgebenden Wassersteinen und der Felspartie oberhalb der Burgruine existieren am Berg insgesamt zwei Naturdenkmale. Bei ersteren handelt es sich um eine Sandsteinplatte, die eine Vertiefung aufweist, in der sich Regenwasser sammelt.

## Verkehr
An seinem Südosthang verläuft die Landesstraße 499.